# Cylindrothecium serrulatum
Cylindrothecium serrulatum là một loài Rêu trong họ Entodontaceae. Loài này được (Mitt.) Paris mô tả khoa học đầu tiên năm 1894.